# Rolf Johnsson
Rolf Vilhelm Oscar Johnsson (Stockholm, 1 december 1889 - Uppsala, 3 juni 1931) was een Zweeds turner.
Johnsson won tijdens de Olympische Zomerspelen 1908 de gouden medaille met het Zweedse team.

## Olympische Zomerspelen
| Jaar | Plaats | Resultaten |
| ---- | ------ | ---------- |
| 1908 | Londen | team       |